# ارستپ
شهر ارستپ (به فرانسوی: Herstappe) در شهرستان تنژران در استان لمبورگ در منطقه فلاندری در کشور بلژیک واقع شده‌است.

## نگارخانه

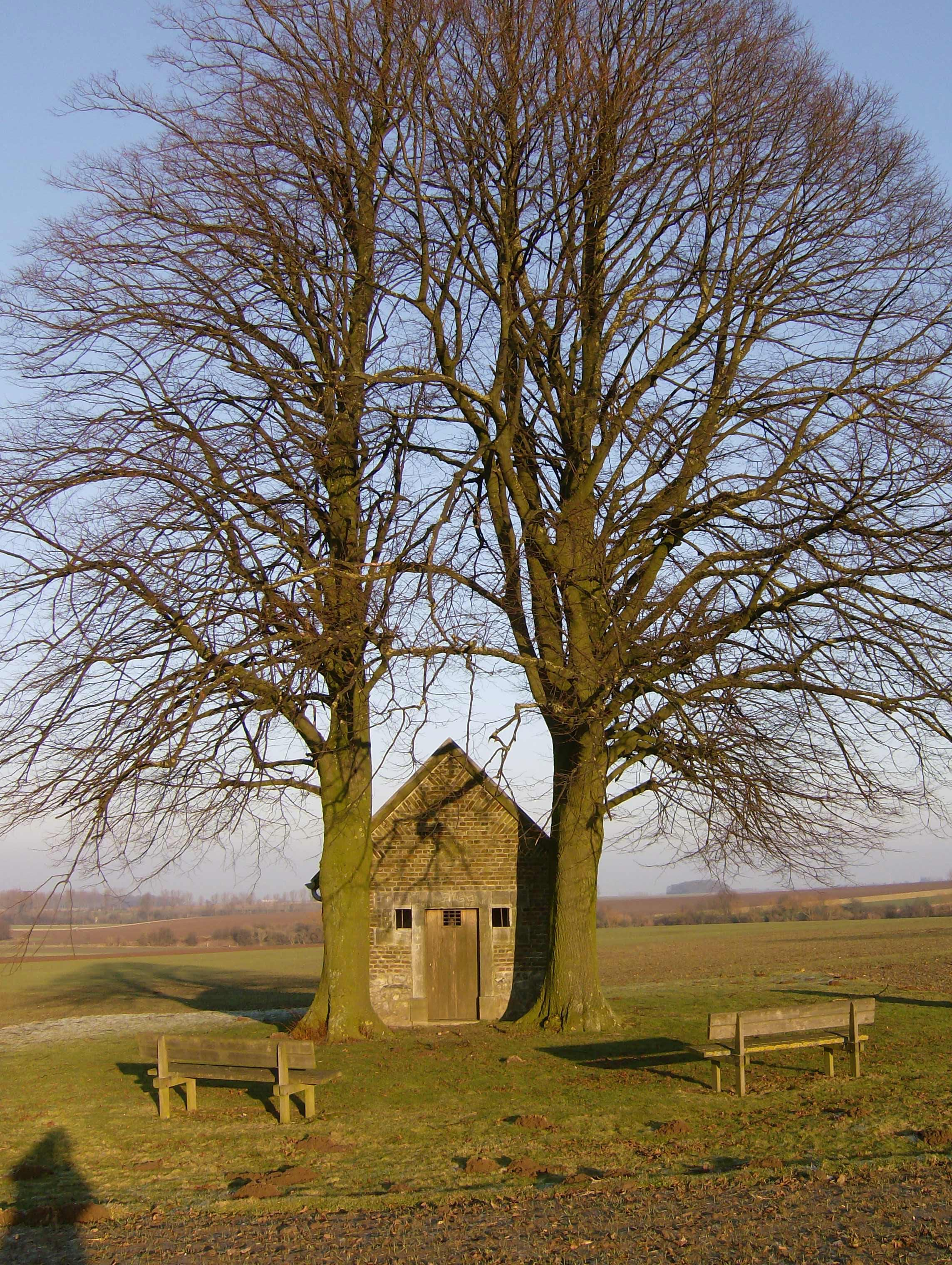
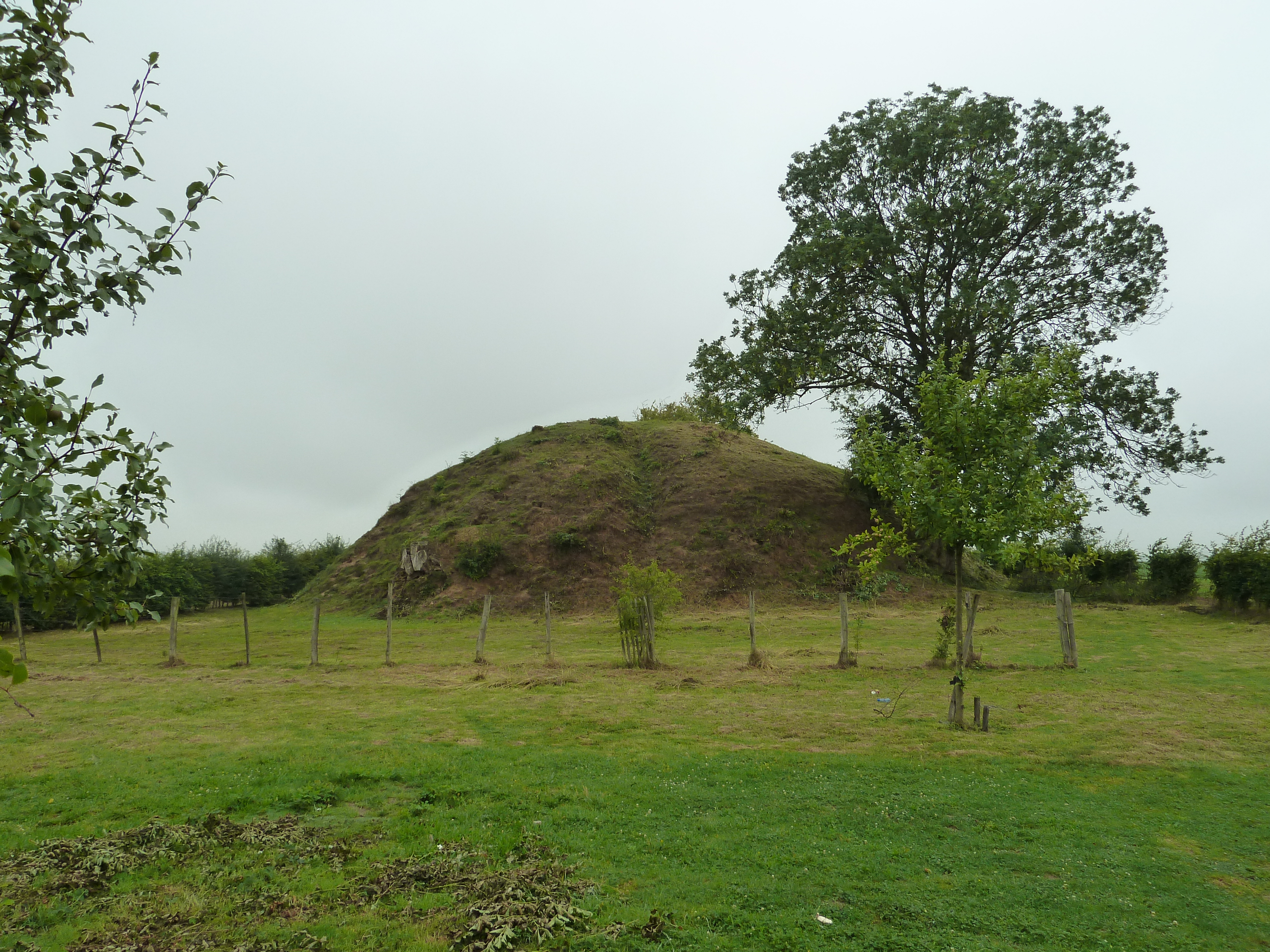